# Oxypogon cyanolaemus
Colibri-de-poupa-de-santa-marta ou barbudito-de-santa-marta (nome científico: Oxypogon cyanolaemus) é uma espécie de ave apodiforme pertencente à família dos troquilídeos, que inclui os beija-flores. Endêmica da Colômbia, onde pode ser encontrada apenas na região de Sierra Nevada de Santa Marta entre 3 050–4 265 metros de altitude. Está classificada pela IUCN como "em perigo crítico". Foi redescoberta em 2015 após 69 anos do último registro da espécie.

## Distribuição geográfica e habitat
A espécie é endêmica da Colômbia, ocorrendo apenas na região montanhosa da Sierra Nevada de Santa Marta nos departamentos de Magdalena, Cesar e La Guajira. Ocorre em áreas abertas e de páramo entre 3 050–4 265 metros de altitude, associados com a Libanothamnus occultus, principal fonte de alimento para a ave.

## Conservação
A espécie está classificada pela União Internacional para a Conservação da Natureza e dos Recursos Naturais como "em perigo crítico". A principal ameaça é a destruição do habitat através dos incêndios e da modificação da paisagem pelas pastagens, e a derrubada da Libanothamnus occultus, principal fonte alimentícia da ave.
A espécie era conhecida por apenas 62 exemplares depositados em museus, sendo o último registro feito em 1946. Expedições realizadas entre 1999 a 2003 falharam em detectar a ave. Em fevereiro de 2007 uma expedição à face sul do maciço também não registrou nenhum indivíduo. Em dezembro de 2011, outra expedição a elevações mais altas novamente não conseguiu detectar nenhum exemplar. Em março de 2014, uma expedição as altas elevações conseguiu registros fotográficos da ave, fazendo o redescobrimento da espécie após 69 anos do último registro.